# Ylem
Het Ylem of de Oerklomp is een hypothetische substantie die zich in een gecomprimeerde staat bevindt, waaruit zich de atomaire deeltjes en elementen zouden hebben gevormd.

## Herkomst
Het woord ylem werd in 1948 voor het eerst gebruikt door George Gamow, Ralph Alpher en hun medewerkers. Het zou ontleend zijn aan een verouderd Middelengels woord, waarop Gamow stuitte tijdens het doorbladeren van een woordenboek, een woord dat ongeveer "oorspronkelijke substantie waaruit alle materie is gevormd" betekende. Op zijn beurt zou dit woord weer zijn gevormd uit het Griekse ὕλη (hýlē), dat hetzelfde betekende en dat in deze zin al door Aristoteles zou zijn gebruikt.

## Betekenis
Het ylem werd door Gamow en de zijnen beschouwd als een voornamelijk uit neutronen bestaande substantie, die existeerde vlak na de oerknal. Daarnaast veronderstelden zij op dat moment de aanwezigheid van een grote hoeveelheid hoog-energetische fotonen, die nog altijd zouden kunnen worden waargenomen als de kosmische achtergrondstraling.